# Вільхуватська сільська рада (Чутівський район)
Вільхува́тська сільська́ ра́да — адміністративно-територіальна одиниця та орган місцевого самоврядування в Чутівському районі Полтавської області. Адміністративний центр — село Вільхуватка.

## Загальні відомості
- Населення ради: 800 осіб (станом на 2001 рік)

## Населені пункти
Сільраді були підпорядковані населені пункти:
- c. Вільхуватка
- с. Левенцівка

### Колишні населені пункти
- с. Червона Поляна, зняте з обліку 12 грудня 1999 року у зв'язку з переселенням жителів на підставі рішення Полтавської обласної ради[1].

## Склад ради
Рада складалася з 12 депутатів та голови.
- Голова ради: Марюшко Вячеслав Володимирович

### Керівний склад попередніх скликань
| Прізвище, ім'я, по батькові    | Основні відомості | Дата обрання | Дата звільнення |
| ------------------------------ | --- | ------------ | --------------- |
| Кичата Тетяна Андріївна        | Сільський голова, 1958 року народження, освіта середня спеціальна, член Соціал-демократичної партії України (об'єднаної) | 26.03.2006   | 31.10.2010      |
| Кичата Тетяна Андріївна        | Сільський голова, 1958 року народження, освіта середня спеціальна, член Соціал-демократичної партії України (об'єднаної) | 31.10.2010   | 25.10.2015      |
| Марюшко Вячеслав Володимирович | Сільський голова, 1972 року народження, освіта вища, безпартійний                                                        | 25.10.2015   |                 |

Примітка: таблиця складена за даними сайту Верховної Ради України та ЦВК

### Депутати VII скликання
За результатами місцевих виборів 2015 року депутатами ради стали:

#### За суб'єктами висування
| Суб'єкт висування                                       | Кількість обраних депутатів | %     |
| ------------------------------------------------------- | --------------------------- | ----- |
| Самовисування                                           | 11                          | 91.67 |
| Політична партія Всеукраїнське об'єднання «Батьківщина» | 1                           | 8.33  |

#### За округами
| № округу | Прізвище, ім'я, по батькові   | Ким висунуто                                            | Дата нар.  | Освіта              | Партійна приналежність | Відомості                                                      |
| -------- | ----------------------------- | ------------------------------------------------------- | ---------- | ------------------- | ---------------------- | -------------------------------------------------------------- |
| 1        | Цибулько Оксана Миколаївна    | Самовисування                                           | 09.07.1978 | загальна середня    | безпартійна            | приватний підприємець, продавець                               |
| 2        | Кладка Микола Сергійович      | Самовисування                                           | 17.12.1980 | загальна середня    | безпартійний           | тимчасово не працює                                            |
| 3        | Полянський Сергій Миколайович | Самовисування                                           | 09.05.1971 | загальна середня    | безпартійний           | Вільхуватська сільська рада, спеціаліст по земельних ресурсах  |
| 4        | Хвостій Тетяна Михайлівна     | Самовисування                                           | 08.06.1975 | загальна середня    | безпартійна            | Вільхуватська сільська бібліотека, бібліотекар                 |
| 5        | Саксон Світлана Іванівна      | Самовисування                                           | 11.02.1981 | загальна середня    | безпартійна            | УПСЗН Чутівської РДА, соціальний працівник                     |
| 6        | Неїжмак Ніна Михайлівна       | Самовисування                                           | 28.10.1966 | загальна середня    | безпартійна            | тимчасово не працює                                            |
| 7        | Тищенко Валерій Миколайович   | Самовисування                                           | 14.01.1967 | вища                | безпартійний           | ПСП «Дружба», завідувач складу                                 |
| 8        | Неїжмак Ольга Іванівна        | Самовисування                                           | 01.12.1960 | загальна середня    | безпартійна            | пенсіонер                                                      |
| 9        | Масленко Тетяна Іванівна      | Самовисування                                           | 16.04.1967 | загальна середня    | безпартійна            | Вільхуватська сільська рада, секретар виконкому сільської ради |
| 10       | Шелудько Надія Олексіївна     | політична партія Всеукраїнське об'єднання «Батьківщина» | 25.05.1966 | професійно-технічна | безпартійна            | Вільхуватське ВПЗ, завідувачка                                 |
| 11       | Хвостій Наталія Іванівна      | Самовисування                                           | 06.04.1969 | загальна середня    | безпартійна            | тимчасово не працює                                            |
| 12       | Миза Григорій Миколайович     | Самовисування                                           | 18.02.1965 | загальна середня    | безпартійний           | Вільхуватське ВПЗ, листоноша                                   |